# CARHSP1
CARHSP1 (англ. Calcium regulated heat stable protein 1) – білок, який кодується однойменним геном, розташованим у людей на короткому плечі 16-ї хромосоми. Довжина поліпептидного ланцюга білка становить 147 амінокислот, а молекулярна маса — 15 892.
| 10         |  | 20         |  | 30         |  | 40         |  | 50         |
| ---------- |  | ---------- |  | ---------- |  | ---------- |  | ---------- |
| MSSEPPPPPQ |  | PPTHQASVGL |  | LDTPRSRERS |  | PSPLRGNVVP |  | SPLPTRRTRT |
| FSATVRASQG |  | PVYKGVCKCF |  | CRSKGHGFIT |  | PADGGPDIFL |  | HISDVEGEYV |
| PVEGDEVTYK |  | MCSIPPKNEK |  | LQAVEVVITH |  | LAPGTKHETW |  | SGHVISS    |

A: Аланін

C: Цистеїн

D: Аспарагінова кислота

E: Глутамінова кислота

F: Фенілаланін

G: Гліцин

H: Гістидин

I: Ізолейцин

K: Лізин

L: Лейцин

M: Метіонін

N: Аспарагін

P: Пролін

Q: Глутамін

R: Аргінін

S: Серин

T: Треонін

V: Валін

W: Триптофан

Кодований геном білок за функцією належить до фосфопротеїнів. 
Задіяний у такому біологічному процесі, як ацетилювання. 
Білок має сайт для зв'язування з РНК. 
Локалізований у цитоплазмі.